# Peter-und-Paul-Kirche (Nemajūnai)

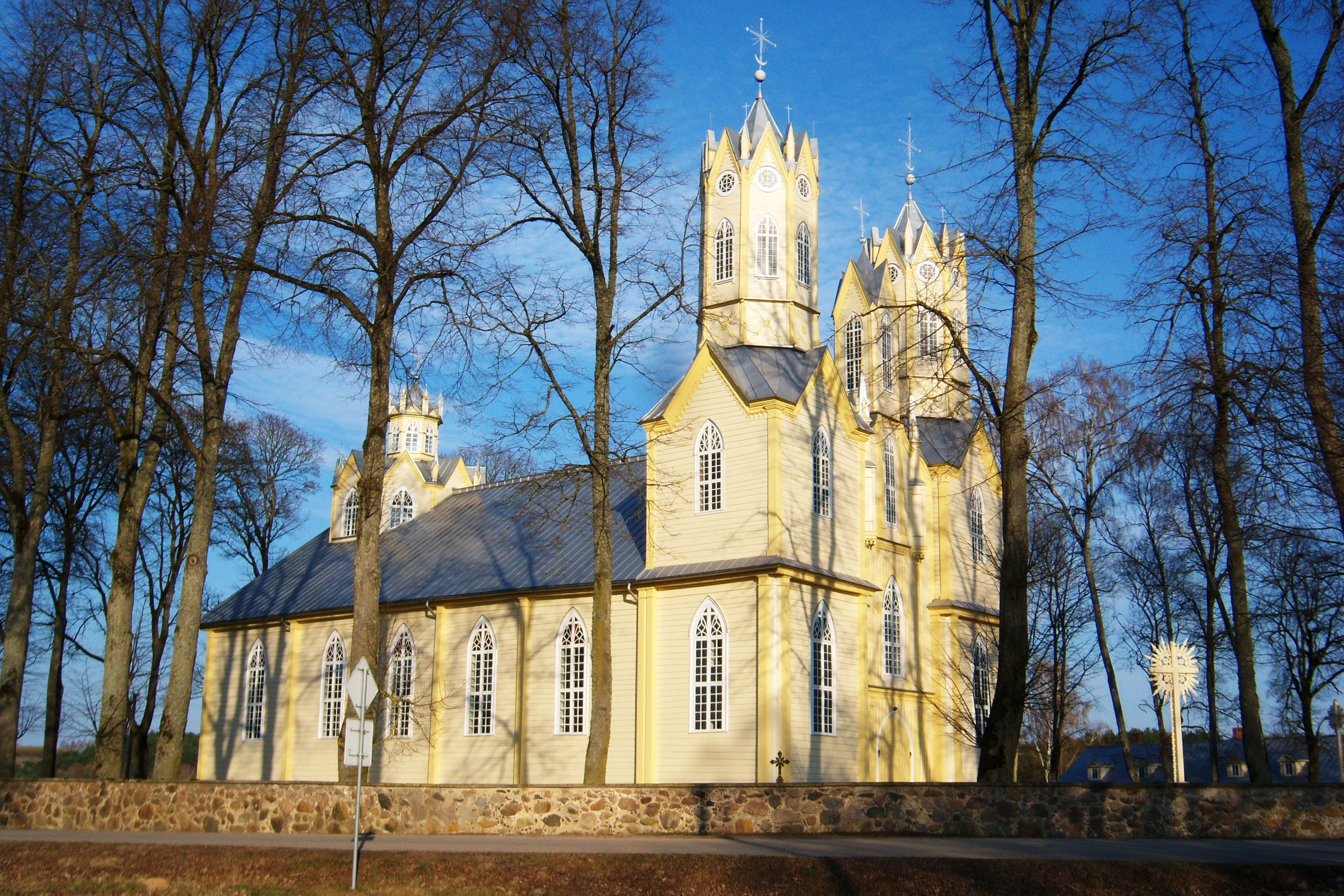
Peter-und-Paul-Kirche in Nemajūnai

Die Peter-und-Paul-Kirche ist eine römisch-katholische Kirche in Nemajūnai, in der Gemeinde Birštonas, 6 km südöstlich von Birštonas, im Dekanat Stakliškės (Bistum Kaišiadorys) in Litauen.

## Geschichte
1786 wurde die erste hölzerne Kirche von Kristina Kačanauskienė gebaut und eine Gemeinde gegründet. Im 18. Jahrhundert gab es eine Gemeindeschule. 1858 wurde ein neues Projekt der hölzernen Kirche und 1862 das eines Massivbaus bestätigt. Unter Pfarrer Anzelmas Nonevičius wurde 1877 eine neue hölzerne Kirche im neogotischen Stil nach dem 1861 vorgeschlagenen und 1876 bestätigten Projekt von Tomas Tišeckis errichtet.
Koordinaten: 54° 33′ 34,7″ N, 24° 4′ 34″ O